# 목정맥구멍돌기
목정맥구멍돌기(jugular process), 또는 경정맥공돌기는 뒤통수뼈의 가쪽 부분에서, 뒤통수뼈관절융기의 뒤쪽 절반에서 가쪽으로 연장되는 사각형 또는 삼각형 모양의 판이다. 목정맥구멍돌기는 목정맥구멍의 뒤쪽 부분을 형성하는 목정맥구멍패임에 의해 목정맥구멍패임 앞쪽에서 형성된다. 가쪽 측면은 뒤통수뼈의 목정맥구멍속돌기에 의해 안쪽 측면과 구분된다.
가쪽머리곧은근의 닿는곳이 된다.

## 참고 문헌
이 문서는 현재 퍼블릭 도메인에 속하는 그레이 해부학 제20판(1918) page 131의 내용을 기초로 작성된 글이 포함되어 있습니다.